# Netopýři
| Podobné ochrany plnou měrou zasluhují naši netopýři, ušatí, obecní. Netopýři nejsou „prašiví a jedovatí“, ani se nezaplétají do vlasů, jak lhou pověrčiví lidé. Také nejsou „půl myši a půl žáby“, nýbrž zcela neškodní drobní ssavci s prodlouženými prsty a létací blanou mezi nimi. |
| |

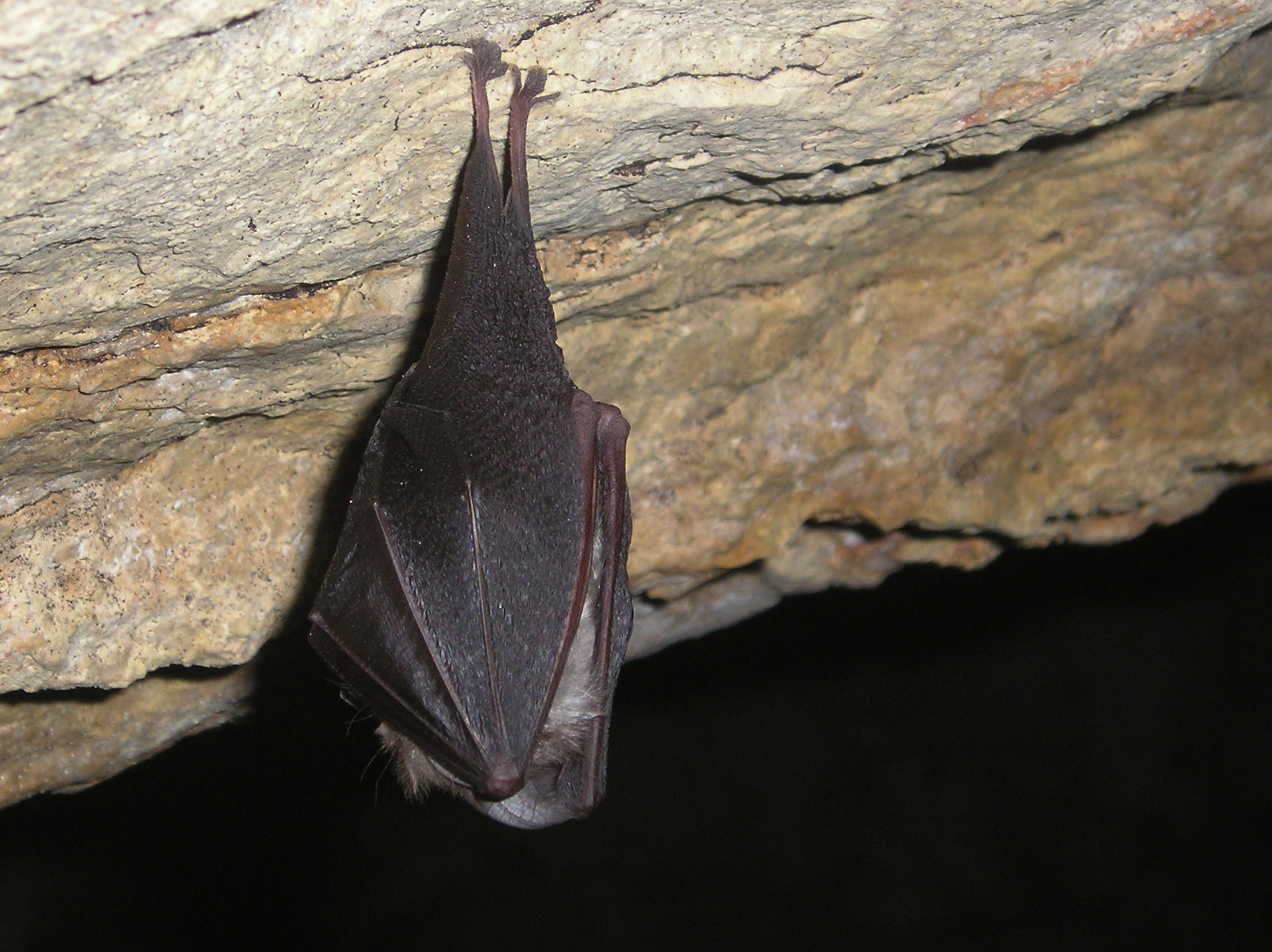
Vrápenec malý (Rhinolophus hipposideros) v úkrytu jeskyně během zimního období

Netopýři (Microchiroptera; dříve česky nedopíři) jsou podřád savců z řádu letouni.
Nejvýznamnějším znakem netopýrů jsou křídla vyvinuvší se z předních končetin. Díky nim jsou netopýři (a druhý podřád letounů, kaloni) jedinými savci, kteří dokážou létat – létající veverky, vakoveverky a plachtící kuskusovití mohou pouze klouzat na omezenou vzdálenost. Vynikají akrobatickým letem o rychlosti 20–50 km/h. Netopýři se vyvinuli přibližně před 60 miliony let z primitivních hmyzožravců, předchůdců dnešních ježků a rejsků. Netopýři vidí černobíle.

## Evoluce
Vznik a vývoj nejstarších zástupců netopýrů v období paleogénu patří stále k velkým záhadám paleontologie obratlovců. Nejstaršími fosiliemi této skupiny jsou fragmenty kostí, objevené v některých místech světa (USA, Francie, Austrálie, Indie), a pocházející z období eocénu (stáří 52 až 48 milionů let). Vývoj pozoruhodných anatomických a fyziologických adaptací, jako je aktivní let a echolokace, však stále zůstává nevyřešenou hádankou.

## Odlišnosti netopýrů a kaloňů
Dalšími znaky netopýrů, které je odlišují od kaloňů, jsou:
- echolokace – schopnost navigovat se vlastním sluchem podle odrazů zvuku u jejich pískotu od předmětů (především kořisti) – podobně funguje sonar. Nejnižší frekvenci má netopýr pestrý, okolo 20 kHz a naopak nejvyšší frekvenci má vrápenec malý až kolem 110 kHz.[6]
- chybějící dráp na druhém prstu přední končetiny
- jejich uši netvoří uzavřený kruh
- mají ostré zuby, zejména stoličky
- dosahují menších rozměrů
- stehenní kosti netopýra jsou tak tenké, že většina netopýrů neumí chodit

## Systematika
Díky poznatkům molekulární analýzy máme novou a přesnější představu o evolučních vztazích mezi netopýry. S tím přichází i nové členění. Podřád Microchiroptera je spíše klasickou představou sjednocující čeledě a rody netopýrů. Molekulárně-genetická analýza však prokázala u některých druhů netopýrů větší příbuznost s kaloni než s jinými netopýry.
Dnes se tedy letouni (Chiroptera) dělí na dva podřády – Vespertilioniformes (netopýrotvaří) a Pteropodiformes (kaloňotvaří). Do první skupiny patří drtivá většina druhů netopýrů, zatímco v druhé zmíněné čeledi nalezneme 170 druhů kaloňů společně se 156 druhy netopýrů a čeledí vrápencovití (Rhinolophidae).

## Charakteristika
Netopýři se živí hmyzem, krví, malými savci, žábami a rybami.
Většina netopýrů je aktivní v noci nebo za soumraku. Oči většiny druhů jsou sice malé a špatně vyvinuté, ale netopýři s nimi vidí. Mají schopnost tzv. utajené březosti – pozastavení vývoje plodu a odložení jeho porodu i vývoje na příznivější období.

## Echolokace

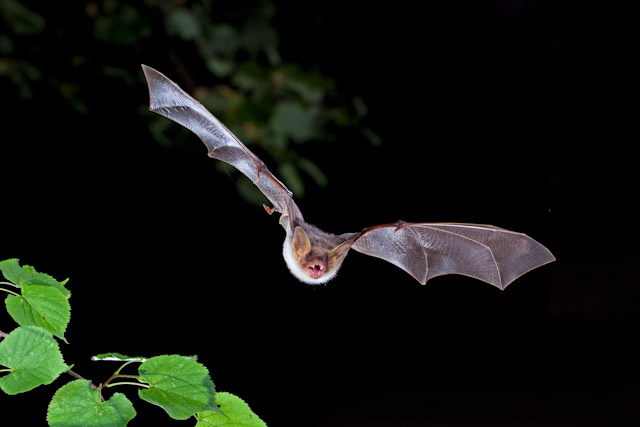
Netopýr velký (Myotis myotis) v letu

Netopýří radar neboli echolokace je způsob orientace. Význam slova echolokace je echo (ozvěna) a lokace (zjišťování místa). Tento radar (sonar) pracuje na principu ultrazvukových vln.

### Vydávání signálu
Vydávaný signál je standardizovaným zvukovým pulsem frekvence 14–110 kHz (kilohertzů, 14 000–110 000 hertzů), délky 0,7–60 ms (milisekund), opakovaný 5–150krát za sekundu. Intenzita zvuku je přibližně 40–150 dB (decibelů), tlak zvukové vlny 0,1–30 Pa (pascalů), vlnová délka je 0,6–5 mm. Frekvenční rozsah zvuku může dosahovat 0–60 kHz (kilohertzů, 0–60 000 hertzů). Další charakteristikou je počet harmonických tónů. Vydávají 2–4 rovnoměrné harmonické tóny. Signály vydávají pootevřenými ústy a zčásti i nosem. Každý tón, který vypustí, začíná vysoko a končí o oktávu níž.

### Příjem a analýza ozvěny
Celkový rozsah slyšitelnosti je 0,2–200 kHz (kilohertzů, 200–200 000 hertzů). Prahová citlivost pro jednotlivé frekvence je značně proměnlivá, nejvyšší zpravidla mezi 20–120 kHz (kilohertzů, 20 000–120 000 hertzů). Netopýři mohou rozlišit dva stimuly časově oddělené pouhými 0,3 ms (milisekund).

## Netopýři v ohrožení
Všechny druhy netopýrů žijících v Česku (a blízce příbuzných vrápenců) jsou chráněné, některé až kriticky ohrožené. Příčinou je:
- Úbytek stromů s dutinami, kde by mohli odpočívat, používání pesticidů a herbicidů, jež je systematicky otravují.
- Vyrušování při zimování.

Netopýrům můžeme pomoci i na vlastní zahradě, za což se odvděčí likvidací přemnoženého hmyzu. Důležité je:
- Nepoužívat chemikálie.
- Pokud se letní kolonie usadí na půdě či ve stodole, ponechat jí stále volný průlet ven i dovnitř.
- Vyvěšovat netopýří budky čili netopýrovníky.[8]
- Při zateplování či rekonstrukci budovy netopýrům neublížit. Řešení je jednoduché, návod i mnohé příklady lze nalézt např. na http://www.sousednetopyr.cz/ Pokud netopýry objevíme při rekonstrukci domu, lze pro odbornou pomoc zatelefonovat na netopýří linku (737 121 672). V Praze provozuje záchrannou sos netopýří linku ZO ČSOP Nyctalus (731 523 599, www.nyctalus.cz), po celé republice pomohou i záchranné stanice (www.zvirevnouzi.cz).[9] [10]
- Noc mezi 26. a 27. srpnem se od roku 1997 slaví jako Evropská noc pro netopýry. Jejím cílem je jednak informovat laickou veřejnost o důležitosti netopýrů v přírodě a rovněž vyvrátit rozmanité mýty a předsudky, které o těchto tvorech ve společnosti kolují. [11]